# Christo Bonew
Christo Atanassow Bonew (bulgarisch Христо Атанасов Бонев, englische Transkription Hristo Atanasov Bonev; * 3. Februar 1947 in Plowdiw) ist ein ehemaliger bulgarischer Fußballspieler und -trainer.
Er spielte zwischen 1967 und 1979 in 96 Länderspielen für Bulgarien und erzielte dabei 48 Tore.
Mit der Bulgarischen Nationalmannschaft nahm Bonew an den Fußball-Weltmeisterschaften 1970 in Mexiko und 1974 in der Bundesrepublik Deutschland teil, wo er jeweils einen Treffer erzielen konnte.
Des Weiteren trainierte Bonew 1998 Bulgariens Nationalmannschaft.
Vom 9. September 2000 bis zum 1. Mai 2001 trainierte Bonew den FC Sachsen Leipzig.